# Pugnax
Pugnax is een geslacht van uitgestorven brachiopoden, dat leefde van het Devoon tot het Laat-Carboon.

## Beschrijving
Deze 4,5 centimeter lange brachiopode kenmerkt zich door de vierzijdige schelp van variabele afmeting met nauwelijks enige sculptuur op beide kleppen, uitgezonderd enkele zwakke ribben. De bolvormige armklep heeft een hoge welving (plica) aan de voorzijde. Jonge exemplaren bevatten een bolle steelklep, terwijl deze bij oudere dieren naar de rand toe steeds holler werd, waarbij een diepe komvormige sulcus (verdiept gedeelte van het buitenoppervlak) werd gevormd.

## Leefwijze
Dit geslacht bewoonde ondiepe wateren, waar het zich met de pedunculus aan schelpgruis en andere harde substraten vasthechtte.